# IC 4597
IC 4597 — галактика типу S0-a (спіральна галактика) у сузір'ї Скорпіон.
Цей об'єкт міститься в оригінальній редакції індексного каталогу.